# Моллер
Моллер (фон Моллер; нем. von Möller) — дворянский род.

## Происхождение и история рода
Происходит от Генриха Моллер, которому в 1533 г. магистр Вальтер фон Плеттенберг пожаловал поместье Кондо в Лифляндии. Из его потомков Фридрих Рейнгольд (Фёдор Васильевич, 1760—1833) был главным командиром Кронштадтского порта и кронштадтским военным губернатором, а Беренд Отто (Антон Васильевич, 1764—1848) — морским министром. Этот род Моллер внесён в матрикул лифляндского дворянства и в VI часть родословной книги СПб. губернии.
- Вольтер Вильгельм фон Моллер (1732—1780)
+ Маргарита Энгельгардт
  - Моллер, Фёдор Васильевич фон (1760—1833)
    - Моллер, Александр Фёдорович фон (1796—1862) — генерал от инфантерии
    - Моллер, Фёдор Фёдорович фон (1795—1875) — генерал-лейтенант
    -  Моллер, Луиза Фёдоровна фон (1805—1878) — замужем за генерал-майором Н. В. Вохиным

  -  Моллер, Антон Васильевич фон (1764—1848) — адмирал, морской министр 
+ Юлия Шарлотта (Юлия Фёдоровна) фон Нолькен (1789—1879)
    - Моллер, Елизавета Антоновна фон (1807—1877) — замужем за: 1) П. А. Дохтуровым и 2) Н. Н. Муравьёвым
    - Моллер, Павел Антонович фон (1808—1897) — вице-адмирал
    - Моллер, Фёдор Антонович фон (1812—1875) — живописец,
    - Моллер, Эмилия Антоновна фон (1819—1880) — замужем за адмиралом Б. А. фон Глазенапом
    - Моллер, Эдуард Антонович фон (1820—1879) — генерал-лейтенант, герой Крымской войны.
    - Моллер, Юлия Антоновна фон (1821—1882) — замужем за А. А.Ниротморцевым (1809—1869)
    -  Моллер, Александр Антонович фон (1824—1879)

- Моллер, Александр Николаевич (1895—1945) — генерал-майор Донской армии, Георгиевский кавалер.
- Моллер, Генрих (Heinrich Moller; или Генрих из Цютфена, нем. Heinrich von Zütphen; 1488—1524) — один из первых мучеников Реформации[1].
- Моллер, Егор Александрович (1812—1879) — писатель[2].
- Моллер, Михаил Николаевич (1890—1964) — участник Первой Мировой войны, штабс-капитан, Георгиевский кавалер.
- Моллер, Егор Иванович (1789 — ?) — генерал-майор, участник Бородинского сражения и Крымской войны, Гатчинский комендант, Георгиевский кавалер.

Другой род Моллер происходит от Иоанна Моллер, шведского агента и резидента в Москве (1631), и внесён в VI часть родословной книги Санкт-Петербургской губернии.